# 浙江南路
浙江南路是中華人民共和國上海市黃浦區一條南北走向瀝青混凝土道路，道路北起延安東路，南至人民路-淮海東路，道路全长420米，宽9.5米至12.3米，车行道宽6.3米至9.1米。道路建於19世纪中叶，當時名為新桥街。二十世纪后，该路兩邊洋货商店興起，而且道路兩邊還開設了洋货业同业公会。中華民国元年（1912年）改名东新桥街。中華民国32年（1943年）改名紫阳路。中華民国35年（1946年）更名浙江南路，路名來自浙江省。